# Denov
Denov (ou Denaou; en russe : Денау, en tadjik: Dekhnav - Деҳнав) est une ville d'Ouzbékistan à la frontière du Tadjikistan, chef-lieu administratif du district du même nom dans la province de Sourkhan-Daria. Sa population en baisse était de 97 196 habitants en 2010.
Son nom en tadjik signifie nouvelle localité, ou nouveau lieu de campement. Elle a obtenu le statut de ville en 1958.

## Géographie
La ville se trouve à 520 mètres d'altitude à 150 km au nord-est de Termez et à la confluence du Sourkhan Daria et de son affluent le Sangardak. La petite rivière Kyzyl-Sou baigne la ville.
Le district de Denov est traversé par les monts Hissar qui appartient au sud-ouest du Pamir-Alaï. Son point culminant est le mont Tchoulbaïr suivi des monts Babatag.
Le climat est très contrasté avec des températures estivales qui peuvent atteindre +50 °C. L'hiver connaît des jours de neige. La température moyenne en janvier est de 3,6 °С et de 28,4 °С en juillet.

## Patrimoine
- Forteresse en ruines de Denaou, à l'ouest entre le bazar et la madrassa, construite en arc de cercle face au panorama de montagnes.
- Madrassa de Saïd Atalyk[1], située en face du bazar, datant du XVIe siècle et comprenant 114 pièces (comme les versets du Coran), ce qui en fait l'une des plus grandes d'Asie centrale.
- Site archéologique de Dalverzin-Tépé (à 20 km)
- Site archéologique de Khaltchayan

## Économie
L'économie de Denov repose sur le commerce transfrontalier avec le Tadjikistan et l'agriculture des terres environnantes.
Le climat dans la vallée est doux, ce qui permet une production réussie de vin ainsi que la culture d'une variété d'autres plantes agricoles. Le commerce transfrontalier avec le Tadjikistan est un autre élément important de l'économie locale.
La ville abrite des usines de cardage du coton, d'extraction d'huile, de briques, de réparation automobile et de distillerie, ainsi qu'un terminal pétrolie.
C'était le seul endroit de l'ancienne Union soviétique où la canne à sucre était cultivée et où l'on produisait du rhum. La ville possède le plus grand bazar de la région de Sourkhan Daria.
Un secteur des services développé, comprenant des établissements de restauration, la couture sur mesure, la réparation de chaussures, etc.
Un journal interdistrict appelé « Chaganiyon » est publié à Denov. Il y a une station de télévision locale.
Il y a une gare routière d'où partent des bus à destination du district, des centres de district de la région de Sourkhan Daria, des centres régionaux les plus proches, y compris Tachkent.
Le bâtiment de la gare est situé sur la ligne qui relie la capitale du Tadjikistan, Douchanbé, à d'autres villes, y compris la Russie.
Depuis février 2011, le vol Denov-Tachkent a été ouvert, passant par la nouvelle voie ferrée Qumqo'rg'on - Boysun - Tashguzar. Il y a deux hôtels, dont l'« Hotel Eurasia ».
Récemment, des touristes de différents pays transitent par Denov chaque année, voyageant à travers l'Ouzbékistan et poursuivant leur chemin vers le Tadjikistan voisin. Le nombre de touristes en transit augmente chaque année.

## Transport
La gare ferroviaire se trouve sur la ligne Termez-Douchanbé (90 km).